# Pygmaena unistrigata
Pygmaena unistrigata là một loài bướm đêm trong họ Geometridae.